# Mitzic

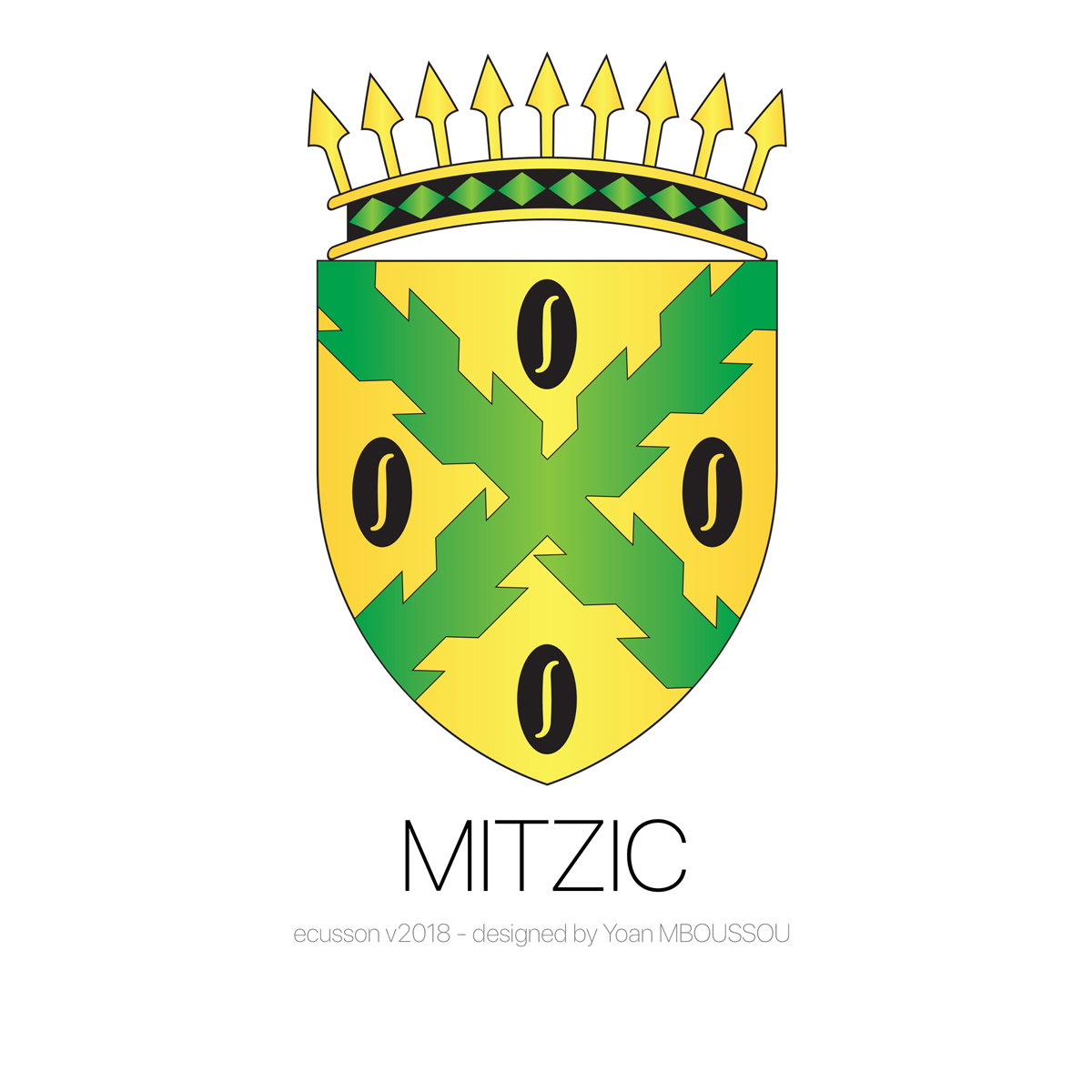
Écusson de la ville de Mitzic

Mitzic est une ville située dans la province de Woleu-Ntem au Gabon. Elle est le chef-lieu du département de l'Okano.

## Histoire
L'œuvre de Moise Nkoghe Mvé, intitulée l'histoire de Mitzic rapporte que la ville de Mitzic fut fondée progressivement entre 1905 et 1910.
Le 27 octobre 1940, un détachement des Forces françaises libres venu du Cameroun prend Mitzic après quelques accrochages avec les forces vichystes, pour rattacher le Gabon à l'Afrique française libre.
En février 1947 se tient à Mitzic un congrès rassemblant des représentants de diverses populations de culture et de langue Fang du Gabon, du Cameroun et de Guinée équatoriale.

## Empreinte coloniale
La ville de Mitzic possède plusieurs bâtiments qui datent de l'époque la coloniale, certains servant de sièges pour l'administration publique de ladite localité ou de résidences de ses autorités.
Plusieurs bâtiments du lycée Moïse Nkoghe Mvé datent également de cette époque coloniale. Comme autre héritage de cette époque, ce abrite un cimetière des soldats français morts au combat durant la seconde guerre mondiale.

## Démographie

### Population
En 2013, la commune de Mitzic compte 8.755 habitants, dont 4.419 hommes et 4.336 femmes.
Cette même année, le département de l'Okano lui regroupe 16.630 habitants distribués comme suit:
| Canton             | Population(2013) |
| ------------------ | ---------------- |
| Comunune de Mitzic | 8 755            |
| Canton Doum        | 1 453            |
| Canton Doumandzou  | 1 840            |
| Canton Lalara      | 2 336            |
| Canton Okala       | 2 256            |
| Total(Okano)       | 16 630           |

### Langues
- Fang
- Français (langue officielle)
- Haoussa

## Éducation
La ville de Mitzic compte des établissements allant de l'enseignement primaire à l'enseignement secondaire.

### Enseignement primaire
- École Publique de Mitzic
- École privée catholique
- École privée protestante

### Enseignement secondaire
- Lycée Moïse  Nkoghe Mvé (anciens Collège enseignement Secondaire Public (CESP), et École Normale)
- Lycée catholique Saint Joseph

## Personnalités liées
- N’NANG ANGWANG Cédric